# 金角湾大桥
金角湾大桥是位于俄罗斯海参崴的一座斜拉桥。该桥跨越金角湾（佐洛托伊罗格湾）连接海参崴与丘尔金半岛工业住宅区，跨海长度1,388米，主跨737米，整座大桥全长2.1公里。
早在1959年，时任苏联最高领导人尼基塔·赫鲁晓夫就要求把海参崴建设成为“苏联的旧金山”。1969年，金角湾大桥被列入城市发展规划，但一直没有动工。
大桥于2008年7月25日开始修建，与俄罗斯岛大桥同为2012年亚太经合组织峰会筹备计划内的项目之一，2012年8月11日正式启用，8月13日通车，结束了金角湾南北两岸没有直接交通连接的历史。